# Бурукшунские лиманы
Бурукшу́нские лима́ны — крупная естественная озёрная система в Городовиковском и Яшалтинском районах Калмыкии и Ипатовском районе Ставропольского края в центральной части Кумо-Манычской впадины в 20-25 километрах южнее озера Маныч-Гудило.

## Гидрологический режим
Представляют собой цепочку пресных и солёных водоёмов глубиной от 0,2 до 1,8 метров, соединённых протоками. Система Бурукшунских лиманов расположена в двух урочищах, разделённых некоторым повышением рельефа (Большой и Малый Бурукшун). Наиболее крупные лиманы — Хурулюн, Голый Лиман, Мешок. В засушливые сезоны сильно мелеют. Режим лиманов естественно-антропогенный. Лиманы существенно пополнились водой после ввода в строй левой ветви Право-Егорлыкского оросительного канала, при реализации инвестиционного проекта по наполнению озера Большое Яшалтинское, компанией ООО «БиоРесурс».

## Животный и растительный мир
Берега лиманов покрыты зарослями тростника, камыша, рогоза, осоками и солянками; окрестности лиманов заняты естественной лугово-степной растительностью и полями зерновых культур.
Лиманы являются ключевой орнитологической территорией международного значения для 4 видов птиц: кудрявый пеликан, колпица, белолобый гусь, чайконосая крачка.Также здесь гнездятся каравайка, кобчик, журавль-красавка, стрепет, ходулочник, шилоклювка, степная тиркушка, малая крачка, сизоворонка; летуют розовый пеликан, орлан-белохвост, серый журавль, большой кроншнеп, черноголовый хохотун, чеграва; на пролете встречаются краснозобая казарка, пискулька, белоглазая чернеть, степной лунь, европейский тювик, курганник, змееяд, степной орел, большой подорлик, могильник, дрофа, кулик-сорока, дупель, большой веретенник. К массовым летающим видам относятся большая белая и серая цапли, на пролете в большом количестве концентрируются турухтан, чибис, чирок-свистунок, кряква, лысуха.

## Природоохранный статус
Для охраны природы лиманов на территории Ипатовского района Ставропольского края в 1973 году создан государственный заказник «Бурукшунский»